# جولای بایا
جولای بایا (نام علمی: Ploceus philippinus) نام یک گونه از سرده جولاها است.